# Київський транспортно-економічний фаховий коледж Національного транспортного університету (ВСП КТЕФК НТУ)
Київський транспортно-економічний фаховий коледж Національного транспортного університету (ВСП КТЕФК НТУ) - державний навчальний заклад у місті Києві, відокремлений структурний підрозділ університету.

## Історія
У 1926 році в Києві було відкрито другу механічну професійно-технічну школу, що готувала робітників різних професій. При ній працювали автомобільні курси з серйозною навчально базою.
У 1929 р. Пленум ЦК ВКП(б) прийняв постанову про перейменування 4-річних професійно-технічних шкіл в технікуми. Київська автотракторна ПТШ була прирівняна до технікуму і перейменована у Київський автотракторний технікум, а в 1930 р. - Київський автомобільний технікум в структурі Головшляхуправління УРСР.
У квітні 1931 р. постановою Держплану УРСР та Головшляхуправління відбулося злиття Київського автомобільного технікуму з технікумом шляхового будівництва в один заклад – Київський автошляховий технікум. 
У 1946 р. технікум перейменували в Київський автотранспортний технікум при Мінавтотрансі України. 
У 1954 р. заклад став називатися «Київський автодорожній технікум». ,
Будівля технікуму в період 1968-1969 р.р. була реконструйована та добудована, навчальні площі технікуму збільшились у три рази. У 1969 р. був побудований гуртожиток по вул. Ломоносова. 
У 1969 р. технікум перейменовано у Республіканський заочний автотранспортний технікум. У 70-80 роки приміщення технікуму було остаточно добудовано і його архітектура з 1983 року вже не змінювалась.
У 2000 р. заклад став називатись Київський транспортно-економічний технікум. 
У 2009 р. коледж пройшов чергову акредитацію.

## Керівництво
- Шульга Наталія Дмитрівна – директорка коледжу, докторка наук з державного управління. «Заслужений працівник народної освіти України», «Почесний працівник Транспорту України». Нагороджена орденом княгині Ольги III та II ступенів
- Макієвський Олексій Іванович - заступник директора з навчальної роботи. "Почесний автотранспортник України"
- Капшук Наталія Вікторівна - заступниця директора з адміністративно-господарчої роботи
- Бондарчук Тамара Олександрівна - заступниця директора з навчально-виробничої роботи
- Годзюмаха Григорій Іванович - заступник директора з виховної роботи
- Литвин Тамара Іванівна - головна бухгалтерка. "Почесний автотранспортник України", "Відмінник освіти України"

## Спеціальності
- Автомобільний транспорт, ОПП "Обслуговування та ремонт автомобілів і двигунів"
- Транспортні технології (на автомобільному транспорті), ОПП "Організація перевезень і управління на автотранспорті"
- Транспортні технології (на автомобільному транспорті), ОПП "Організація та регулювання дорожнього руху"
- Облік і оподаткування, ОПП "Бухгалтерський облік"
- Фінанси, банківська справа та страхування, ОПП  "Фінанси і кредит"
- Туризм, ОПП "Туристичне обслуговування"
- Менеджмент, ОПП "Організація обслуговування на транспорті"

## Структурні підрозділи
- Економіки, менеджменту і туризму
- Транспортні технології
- Автомобільного транспорту